# オーガスタ・フィッツクラレンス

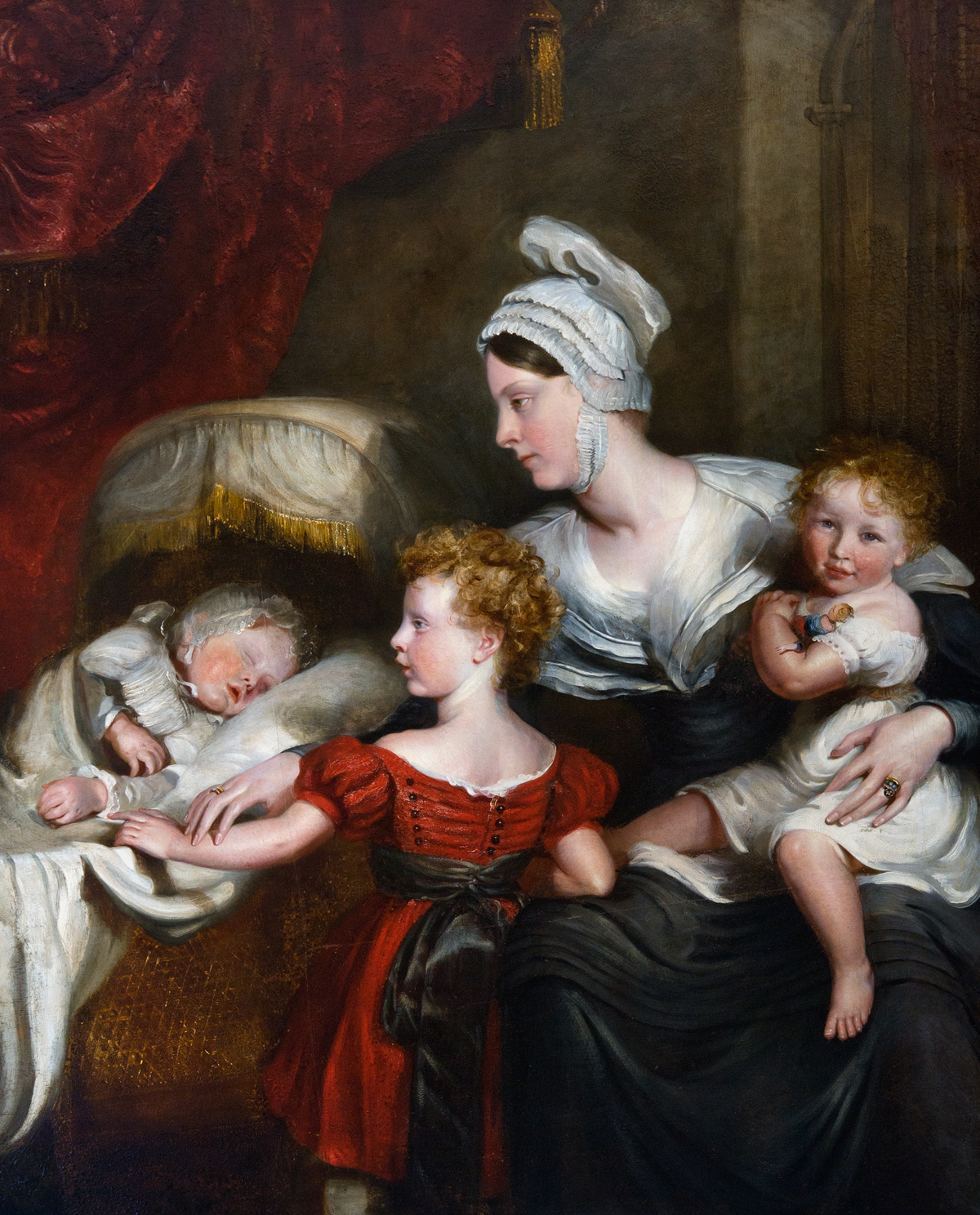
レディ・オーガスタと3人の子供たち、J・ヘイター画、1830年頃

レディ・オーガスタ・ゴードン（Lady Augusta Gordon, 1803年11月7日 - 1865年12月8日）は、王位継承以前クラレンス公爵と称した頃のイギリス王ウィリアム4世と、愛妾で女優のドロシー・ジョーダンの間の8番目の非嫡出子・四女。

## 生涯
母は当時のロンドンの人気女優の1人で、クラレンス公と同居しつつ現役で舞台に立っていた。同父母兄弟は皆父の爵位に由来するフィッツクラレンス姓を称した。両親は身分の違いから正式な結婚はできなかったが、強い絆で結ばれ共に子供たちを慈しんで育てた。両親は3番目の子ソフィアが生まれた後にクラレンス・ロッジ（Clarence Lodge）からテディントンのブッシー・ハウスに転居し1807年まで住んだため、オーガスタもこの城館で生まれた。
オーガスタの娘ウィルミナ・フィッツクラレンスは、ブッシーのクラレンス公一家は「愛と幸福に満ちた家庭」だったが、1818年にクラレンス公が正式な妻を迎えると「それは消えてなくなった」と書いている。実際には、借財まみれのクラレンス公は王室から十分な扶持の出るような結婚をする必要から、1811年末にドロシーと離別していた。ドロシーは公爵から約束された年額4400ポンドの年金でやりくりして、5人の娘たちを養育するよう公爵に頼まれた。娘たちは「13歳に達するまでは会いに来ぬように」と父公爵から厳命されていた。しかし養育費は不足し、ドロシーは舞台に出て食い扶持を稼ぐ生活に戻った。1815年、ドロシーは借金取りから逃れるためロンドンを去り、北フランスのブローニュ＝シュル＝メールに移った。翌1816年ドロシーは同地で無一文で孤独な病死に至るが、ここまで追い込んだのは彼女がクラレンス公と関係する前に産んだ娘フランセス・オルソープが作った破滅的な額の借金だった。
1818年、クラレンス公が妻に迎えたザクセン＝マイニンゲン家のアデレードは、まだ未成年だったフィッツクラレンス家の年少の子供たちにとって優しく愛情深い継母となった。同年、フィッツクラレンス家のきょうだいたちはそれぞれ年額500ポンドの年金受給資格を認められ、オーガスタは王族の非嫡出子を示す、2輪の黄色いバラの間に1本の錨が配置された青のバトン・シニスター(baton sinister azure charged with an anchor between two roses or)が入った王家の紋章を自身の紋章として与えられた。1819年、オーガスタと妹アミーリアのために、ドイツ人のフランツ・ルートヴィヒ・フォン・ビブラ男爵が家庭教師として雇われ、1822年の離職まで姉妹に古典学と英文学を教えた。

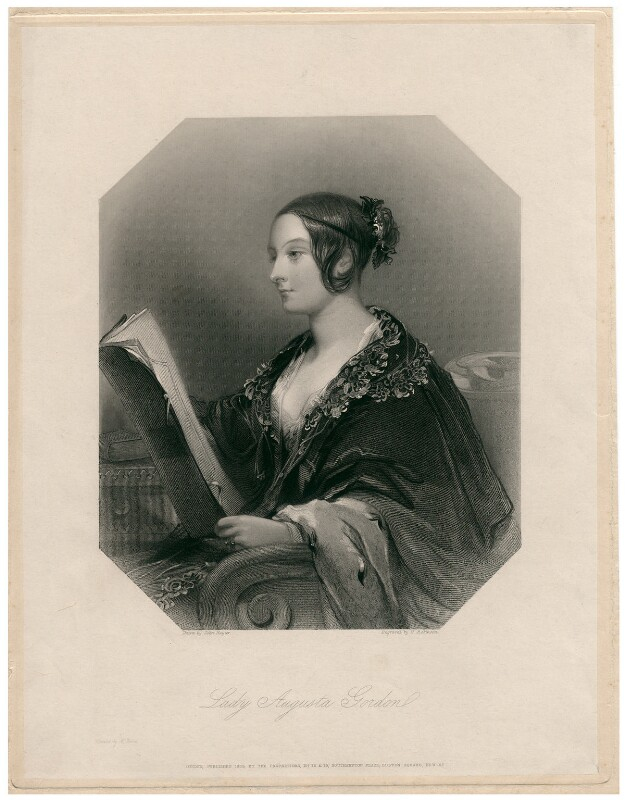
レディ・オーガスタ、1839年頃

1827年7月5日、オーガスタは第12代カセルス伯爵の次男であるジ・オナラブル・ジョン・ケネディ＝アースキン（1802年 - 1831年）と結婚した。夫は第16槍騎兵連隊の大尉で、1830年には義父であるウィリアム4世王の御馬番侍従に任ぜられた。オーガスタは植物栽培や裁縫を趣味とする家庭的な女性だった。夫が母方祖父からスコットランド・フォーファーシャーのハウス・オブ・ダンの城と所領を相続していたため、オーガスタは同城の城主夫人となった。
1830年6月、父クランレス公がウィリアム4世として英国王に即位した。翌1831年、きょうだいの長兄ジョージがマンスター伯爵に叙せられ、他の子どもたちも侯爵のヤンガーサンまたは令嬢の宮中席次を認められた。父が国王となるとフィッツクラレンス家のきょうだいは宮廷に頻繁に出入りするようになったが、庶子である彼らの存在が王位継承者ヴィクトリア・オブ・ケント王女に悪い影響を与えることを心配していた王女の母ケント公爵夫人を怒らせる結果になった。公爵夫人はフィッツクラレンスきょうだいが誰か1人でも同じ部屋に入ってくれば退室するという徹底した嫌がらせを行ったため、子供たちの立場を守ろうとするウィリアム4世と諍いになった。
1831年3月、夫ジョンが28歳で亡くなった。その2カ月後、オーガスタはジョンとの3人目の子供（女児）を遺腹児として出産した。ウィリアム4世は義理の息子の死で公式服喪をしたが、服喪の対象が庶出の娘の夫だということで批判に晒された。未亡人となったオーガスタと子供たちはテムズ川沿いレイルズヘッド（鉄道起点）に近い「可愛らしいレンガ造りの家（"charming brickhouse"）」に引っ越し、ウィリアム4世は娘と孫たちに会いにこの屋敷をたびたび訪ねた。オーガスタと子供たちも王を訪ねてウィンザー城にしばしば出入りした。オーガスタはブライトンにも別邸を所有していた。
1836年8月24日、オーガスタは第9代ハントリー侯爵の三男フレデリック・ゴードン卿と再婚した。この結婚で子供は生まれなかった。フレデリック卿は優秀な海軍軍人で、1868年には海軍提督に昇進する。
レイルズヘッドの屋敷はオーガスタの先夫ジョンの両親の邸宅の隣だったため、再婚で気分を害したジョンの両親によってこの屋敷から退去させられた。オーガスタは父王に懇願して、ケンジントン宮殿内に彼女と子供と新しい夫の住むアパルトマンを割り当ててもらい、長姉のソフィアが亡くなって空席になっていた同宮殿の首席家政責任者（State Housekeeper）の職をも与えられた。オーガスタとフレデリック卿はこのアパルトマンを長く住まいとした。1847年、ゴードン夫妻は欧州大陸に3年間の長期旅行をし、ドイツ、フランス、イタリアを周遊した後、1850年にオーガスタの娘たちの社交界デビューの準備をするためケンジントン宮殿に帰った。2人の娘たちは1855年同じ日に結婚し、上の娘ウィルミナはオーガスタの甥である第2代マンスター伯爵の夫人となった。
オーガスタは1865年に死去した。フレデリック卿はその20年後に死去した。

## 子女
最初の夫ジ・オナラブル・ジョン・ケネディ＝アースキンとの間に1男2女を得た。
- ウィリアム・ヘンリー・ケネディ＝アースキン（1828年 - 1870年） - 1862年キャサリン・ジョーンズと結婚、小説家ヴァイオレット・ジェイコブ（英語版）らの子女あり
- ウィルミナ（ミーナ）・ケネディ＝アースキン（英語版）（1830年[22] - 1904年） - 1855年第2代マンスター伯爵ウィリアム・フィッツクラレンスと結婚、子女あり
- オーガスタ・アン・ミリセント・ケネディ＝アースキン（1831年 - 1895年） - 1855年庶民院議員ジェームズ・ヘイ・アースキン・ウィームス（英語版）と結婚、第一海軍卿ロスリン・ウィームス（英語版）らの子女あり

## 引用・脚注
1. ↑  Wright 1837, pp. 851–54.
2. 1 2 3 4 5 6 7  Beauclerk-Dewar & Powell 2008.
3. 1 2 3 4 5  Brock 2004.
4. ↑  Wright 1837, pp. 429, 851–54.
5. ↑  Campbell Denlinger 2005, p. 81.
6. ↑  FitzClarence 1904, p. 4.
7. 1 2 3 4  Ranger 2004.
8. ↑  Williams 2010, p. 146.
9. ↑  FitzClarence 1904, pp. 4–5.
10. ↑  Nyman 1996, p. 26.
11. 1 2 3 4 5  Wright 1837, p. 854.
12. ↑  Wright 1837, p. 861.
13. 1 2  Fraser 2004, p. 352.
14. 1 2 3  Williams 2010, p. 218.
15. ↑  Vallone 2001, pp. 49, 72.
16. ↑  FitzClarence 1904, pp. 5–9, 28, 34.
17. ↑  FitzClarence 1904, pp. 28, 34, 40.
18. ↑  FitzClarence 1904, p. 42.
19. ↑  FitzClarence 1904, p. 50.
20. ↑  FitzClarence 1904, pp. 83, 129–44.
21. ↑  FitzClarence 1904, p. 152.
22. ↑  FitzClarence 1904, p. 3.

参考文献
- Beauclerk-Dewar, Peter; Powell, Roger (2008). Royal Bastards. Stroud: The History Press. ISBN 978-0752473154
- Brock, Michael (2004). “William IV (1765–1837)”. Oxford Dictionary of National Biography (英語) (online ed.). Oxford University Press. doi:10.1093/ref:odnb/29451. (要購読、またはイギリス公立図書館への会員加入。)
- Campbell Denlinger, Elizabeth (2005). Before Victoria: Extraordinary Women of the British Romantic Era. New York: Columbia University Press. ISBN 978-0231136303
- FitzClarence, Wilhelmina (1904). My Memories and Miscellanies. London: Eveleigh Nash
- Fraser, Flora (2004). Princesses: The Six Daughters of George III. London: John Murray. ISBN 0719561094
- Nyman, Lois (1996). The Von Bibra Story. Launceston: Foot & Playsted. ISBN 0959718818.  オリジナルの8 February 2015時点におけるアーカイブ。 2014年6月17日閲覧。
- Ranger, Paul (2004). “Jordan, Dorothy (1761–1816)”. Oxford Dictionary of National Biography (英語) (online ed.). Oxford University Press. doi:10.1093/ref:odnb/15119. (要購読、またはイギリス公立図書館への会員加入。)
- Vallone, Lynne (2001). Becoming Victoria. Yale University Press. ISBN 978-0300089509
- Williams, Kate (2010). Becoming Queen Victoria: The Tragic Death of Princess Charlotte and the Unexpected Rise of Britain's Greatest Monarch. Ballatine Books. ISBN 978-0345461957
- Wright, G.N. (1837). The Life and Reign of William the Fourth. London: Fisher, Son, & Co